# Roman Procházka
Roman Procházka (Jaslovské Bohunice, 14 marzo 1989) è un calciatore slovacco, centrocampista dello Spartak Trnava.

## Carriera

### Club
Inizia la sua carriera in Slovacchia con la maglia dello Spartak Trnava dove disputerà 6 stagioni andando a segno per ben 9 volte. Nella stagione 2012-2013 passa ai bulgari del Levski Sofia dove giocherà 21 partite. Dopo una stagione ritorna allo Spartak Trnava dove disputerà 31 partite segnando 6 goal. L'anno dopo ritorna in Bulgaria sempre al Levski Sofia dove diventerà capitano fino ad oggi ha disputato più di 100 partite segnando 21 goal.

### Nazionale
Conta 3 presenze con la maglia della propria nazionale.

## Palmarès

### Club

#### Competizioni nazionali
- Coppa di Slovacchia: 3

Spartak Trnava: 2021-2022, 2022-2023, 2024-2025